# Leucania inconspicua
Leucania inconspicua là một loài bướm đêm trong họ Noctuidae.